# Casa Ciutat (Valls)
La Casa Ciutat és una obra noucentista de Valls (Alt Camp) inclosa a l'Inventari del Patrimoni Arquitectònic de Catalunya.

## Descripció
Es tracta d'un edifici de planta baixa, en el qual hi ha un magatzem i dues plantes més.
A la primera planta hi ha l'element més característic d'aquesta construcció: la tribuna. Aquesta té elements florals estucats en el dintell i avantpit; a més a més, té dues finestres estretes en els laterals i una central amb dues fulles. Tant damunt de la tribuna com al nivell de la segona planta hi ha una balconada amb vint-i-un balustres i dues pilastres en els vèrtexs cantoners.
A la segona planta hi ha també dos balcons laterals, que no tenen volada. La façana principal es remata amb una línia quebrada, i disposa d'una sèrie de rectangles que sobresurten de l'estricta línia de façana.